# Hammam

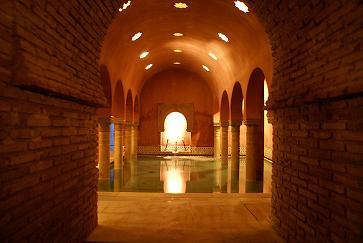
L'antico ḥammām di Granada, nel basso Albaicín, risalente all'epoca del Sultanato.

Ḥammām  (in arabo حمّام‎?) indica in lingua araba e in molte altre lingue che hanno incamerato parti più o meno cospicue di lessico arabo, il complesso termale in cui i musulmani, oltre alla necessaria igiene personale, effettuano il ghuṣl, o lavacro maggiore, o il wuḍūʾ, o lavacro minore, per conseguire la ṭahāra, o purità rituale, indispensabile per poter poi adempiere all'obbligo canonico della ṣalāt giornaliera.

## Struttura
La funzionalità del ḥammām per un dovere cogente che ogni musulmano adulto e sano deve assolvere cinque volte nell'arco di un'intera giornata, ha fatto sì che esso godesse subito di immensa fortuna nel mondo islamico. Esso acquisì assai presto - come in ambito romano antico e bizantino - una precisa funzione sociale, essendo il ḥammām un luogo ideale per incontrarsi, passare piacevolmente il tempo, curando o facendo curare il proprio corpo, conducendo finanche utilmente in porto affari vantaggiosi.
La separazione dei sessi non consentiva l'affluenza comune ai locali termali e si provvide allora a identificare un gruppo di ore in cui le terme fossero accessibili agli uomini e un identico gruppo di ore in cui lo ḥammām fosse impiegabile da parte delle donne.
Un gran numero di addetti trovava stabilmente impiego nelle terme: una parte incaricata delle caldaie dove l'acqua veniva riscaldata per essere immessa, tramite tubazioni, nelle sale, una parte addetta al massaggio dei corpi, una parte incaricata della depilazione (assai diffusa tanto fra le donne quanto fra gli uomini) tramite una pasta depilatoria - la nūra - di cui non si conosce perfettamente la formula, e una parte infine che si occupava di portare generi di conforto agli utenti che, sovente, si intrattenevano a lungo nei locali per tutto il tempo consentito.

## Benefici

### Benefici per la pelle[2]
L'elevata umidità e il calore del bagno turco promuovono l'apertura dei pori cutanei, facilitando l'eliminazione di tossine e impurità attraverso la sudorazione. Questo processo contribuisce a una pulizia profonda della pelle, rendendola più luminosa, elastica e morbida. È particolarmente utile in caso di acne, eczemi e dermatiti non virali, poiché favorisce l'idratazione e la rigenerazione cellulare.

### Benefici per l'apparato respiratorio[2]
L'ambiente caldo e umido del bagno turco ha effetti positivi sulle vie respiratorie. Il vapore aiuta a decongestionare le mucose, facilitando la respirazione e alleviando sintomi legati a raffreddori, sinusiti e bronchiti. Questo trattamento può migliorare l'ossigenazione dei tessuti e rafforzare il sistema immunitario.

### Benefici per la circolazione sanguigna[2]
L'esposizione al calore nel bagno turco provoca una dilatazione dei vasi sanguigni, migliorando la circolazione sia sanguigna che linfatica. Questo effetto può contribuire a ridurre la pressione arteriosa, favorire l'eliminazione delle tossine e promuovere la guarigione dei tessuti cutanei. Inoltre, può alleviare dolori articolari e muscolari grazie all'azione decontratturante e antinfiammatoria.

### Effetti sul sistema nervoso e gestione dello stress[2]
Il bagno turco ha un effetto rilassante sul sistema nervoso, aiutando a combattere lo stress e la tensione quotidiana. La combinazione di calore e ambiente tranquillo favorisce il rilassamento mentale e fisico, migliorando la qualità del sonno e contribuendo al benessere generale.

### Controindicazioni[2]
Nonostante i numerosi benefici, il bagno turco presenta alcune controindicazioni. È sconsigliato a persone con disturbi cardiocircolatori, pressione arteriosa instabile, malattie renali o infezioni cutanee. Inoltre, le donne in gravidanza dovrebbero evitare questa pratica. È sempre consigliabile consultare un medico prima di sottoporsi a sedute di bagno turco, soprattutto in presenza di condizioni di salute particolari.

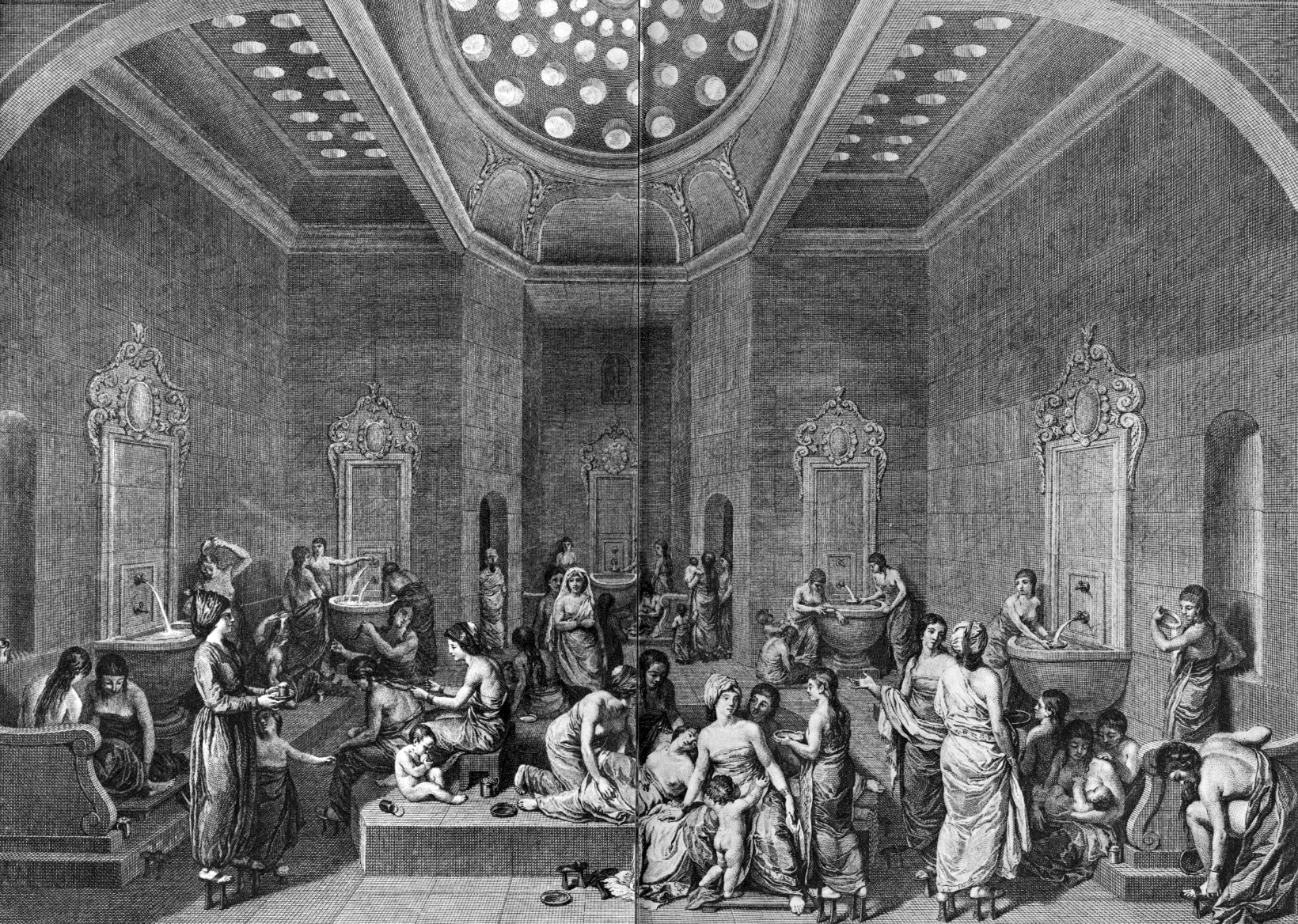
La rappresentazione di un antico Ḥammām turco, realizzata dall'artista Jean-Jacques-François Le Barbier

## Storia
Gli Arabi trovarono già nella prima metà del VII secolo d.C., nella Siria da essi strappata ai Bizantini, gli edifici termali e li mantennero sollecitamente in uso e ne costruirono di nuovi, ma del tutto simili, affascinati dall'acqua che era così scarsamente reperibile nelle regioni semi-aride da cui essi provenivano.
Il fascino del bagno turco ha origini antichissime: ci basti pensare che troviamo un esplicito riferimento a questa pratica all'interno della raccolta di novelle, di varia provenienza, costituita a partire dal X secolo e nota come Le mille e una notte. La bella Shahrazād, principessa di grande fantasia, era solita trascorrere le notti raccontando favole e coinvolgenti storie di intrighi passionali al sultano insonne. E sono proprio le sue parole a precisare al re che "Una città non è completa se non ha il suo ḥammām".